# Eurodryas desfontainesii
Eurodryas desfontainesii är en fjärilsart som beskrevs av Jean Baptiste Boisduval 1840. Eurodryas desfontainesii ingår i släktet Eurodryas och familjen praktfjärilar. Inga underarter finns listade i Catalogue of Life.